# Абдрасилов, Болатбек Серикбаевич
Абдрасилов Болатбек Серикбаевич (род. 15 июля 1958, г. Кзыл-Орда, КазССР) — казахстанский государственный деятель, ученый-педагог, член-корреспондент Национальной академии наук Республики Казахстан, академик Казахстанской национальной академии естественных наук и Российской академии естественных наук. Занимал должности ответственного секретаря Министерства образования и науки Республики Казахстан, ректора Академии государственного управления при Президенте Республики Казахстан, председателя Комитета науки Министерства образования и науки Республики Казахстан, президента Международного казахско-турецкого университета имени Ходжа Ахмеда Ясави, ректора Карагандинского индустриального университета. Директор «Национального центра тестирования» Министерства науки и высшего образования Республики Казахстан с февраля 2024 года.  

## Биография
В 1979 году с отличием окончил Кзыл-Ординский педагогический институт имени Н. В. Гоголя (ныне — Кызылординский университет имени Коркыт Ата) по специальности «преподаватель физики».
С 1979 по 1982 — преподаватель, стажер-исследователь Кзылординского педагогического института им. Н. В. Гоголя, прикомандирован в Институт биологической физики Академии наук СССР (г. Пущино Московской области РСФСР).
1982—1986 — аспирант Института биологической физики Академии наук СССР, г. Пущино Московской области РСФСР.
С 1986 года — старший преподаватель, доцент, декан, проректор Кзыл-Ординского педагогического института им. Н. В. Гоголя.
С 1994 года — первый проректор, старший научный сотрудник Кызылординского государственного университета им. Коркыт Ата, прикомандирован в Институт биофизики клетки РАН РФ (г. Пущино Московской области РСФСР).
С 1996 года — первый проректор, ректор Кызылординского государственного университета им.Коркыт Ата (1996-1998).
В 2000 году — назначен директором Центра информации и тестирования Агентства Республики Казахстан по делам государственной службы.
В 2001 году — занимал должность заместителя директора департамента мониторинга и контроля Министерства образования и науки Республики Казахстан.
С 2001 года — назначен Директором департамента высшего и среднего профессионального образования Министерства образования и науки Республики Казахстан.
С 2004 года — председатель Комитета по надзору и аттестации в сфере образования и науки Министерства образования и науки Республики Казахстан.
С 2007 по 2010 год — государственный инспектор отдела государственного контроля и организационной работы Администрации Президента Республики Казахстан.
В сентябре 2010 года — назначен ответственным секретарем Министерства образования и науки Республики Казахстан.
В феврале 2012 года — назначен ректором Академии государственного управления при Президенте Республики Казахстан.
С ноября 2016 года — руководитель сектора Государственной службы и кадровой политики Администрации Президента Республики Казахстан.
С марта 2017 по июнь 2018 года — председатель Комитета науки Министерства образования и науки Республики Казахстан.
С июня 2018 по март 2021 года — президент Международного казахско-турецкого университета им. Х. А. Ясави в городе Туркестан.
В марте 2021 года — назначен ректором Карагандинского индустриального университета в городе Темиртау.
С февраля 2024 года — работает в должности директора «Национального центра тестирования» Министерства науки и высшего образования Республики Казахстан.

## Личная жизнь
Женат, воспитывает троих детей.

## Сфера научной деятельности
Известен исследованиями в области молекулярных механизмов процесса передачи информации в живых системах, один из основоположников применения антибиотиков как молекулярных инструментов в исследовании механизмов функционирования биологических мембран различных клеток. Автор книги «Биофизические основы действия тритерпеновых гликозидов даммаранового ряда на биомембраны и клетки» (1996) и соавтор книги «Флавоноиды: биохимия, биофизика, медицина» (2013). Автор введения к первому в Казахстане учебному пособию, посвящённому формированию антикоррупционной культуры. 
Инициатор создания и главный редактор рецензируемого научного журнала «Педагогические измерения», который издаётся ежеквартально и служит важным источником профессиональной информации для специалистов в области образования, психометрики и педагогических измерений.
За значительные научные достижения в области биофизики награждён золотой медалью Российской Академии Естественных Наук имени лауреата Нобелевской премии П. Л. Капицы, присуждаемой с 1994 года за выдающиеся работы в области физики. 
Опубликовал более 60 научных работ в ведущих журналах Австралии, России, Нидерланд, Южной Кореи и др. Индекс Хирша – 18. 

## Награды и премии
- Медаль «Қазақстан тәуелсіздігіне 10 жыл» (2001);
- Медаль «Қазақстан Конституциясына 10 жыл» (2005);
- Орден «Құрмет» (2005)[6];
- Медаль «За заслуги в развитии науки Республики Казахстан»;
- Отличник образования Республики Казахстан;
- Почетный работник образования Республики Казахстан;
- Награжден нагрудным знаком «Ғылымды дамытуға сіңірген еңбегі үшін»;
- Золотая медаль имени П.Л.Капицы Российской академии естественных наук.